# Wiener Sephardim

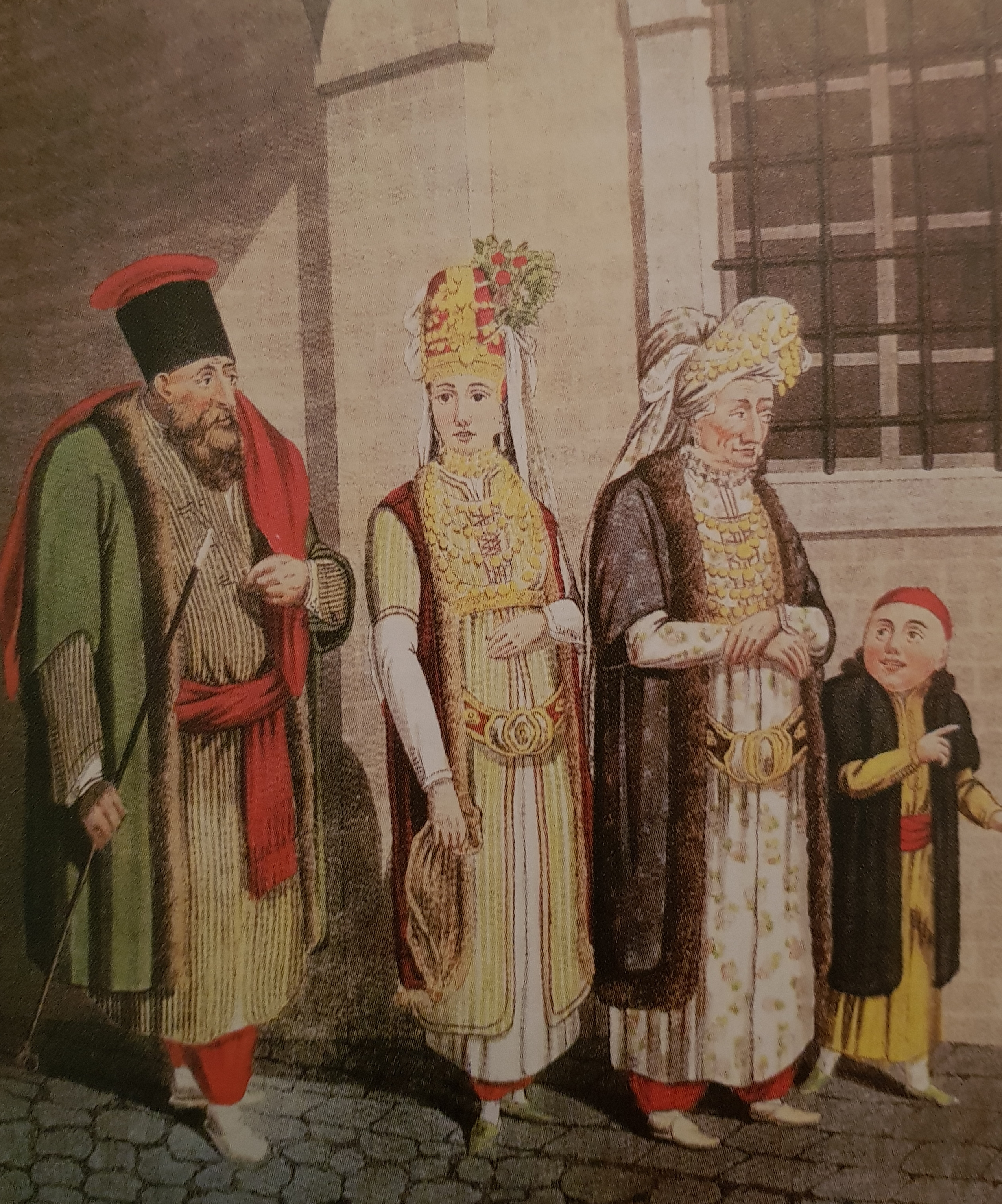
Türkisch-Jüdische Familie in Wien um 1815

Als Wiener Sephardim werden sephardische Zuwanderer, die meist aus dem Osmanischen Reich kommend sich in Wien niederließen und deren Nachkommen bezeichnet.
Sephardische Juden (auch Sephardim oder Sefarden genannt) sind die Nachfahren von im Jahr 1492 nach dem Alhambra-Edikt aus Spanien und 1496 aus Portugal vertriebenen Juden. Diese siedelten sich meist in Osmanisch kontrollierten Gebieten wie dem Balkan und der Westküste Anatoliens sowie zahlreichen anderen Orten an. Nach 1718 kam es zu Einwanderungswellen, durch die letztlich die sephardische Gemeinde in Wien entstand.

## Geschichte

### Der Friede von Passorowitz und erste Anfänge
Der Friede von Passorowitz von 1718, welcher den Venezianisch-Österreichischen Türkenkrieg beendete, gilt als Ursache der sephardischen Zuwanderungen. Den Untertanen des Sultans, damit auch Juden, wurde freier Aufenthalt und Bewegungsfreiheit in den Habsburgischen Ländern gestattet. Sie standen auch unter dem offiziellen Schutz des Sultans. Ihre rechtliche Lage war wesentlich besser, als die der Aschkenasim, die damals die große Mehrheit der Juden im Habsburgerreich ausmachten.
Die ersten türkischen Juden, die sich in Wien niederließen, waren Abraham Camondo (aus Istanbul), Aaron Nissan, Naphtali Aschkenasi, Aaron Samuel Nissim, Juda Amar und weitere Mitglieder der Familien Mago und Benevisti. Sie waren meist Händler und hatten ihre Familien im Osmanischen Reich zurückgelassen, sodass die Zahl der Sepharden immer gering blieb, auch nach dem Friedens- und Handelsvertrag von Belgrad im Jahre 1739, wo sich weitere türkisch-jüdische Kaufleute in Wien ansiedelten. Im Jahr 1761 lebten 17 türkische Juden in Wien, darunter eine Frau und ein Kind, 1767 waren es 19.
So gesehen ist die Entstehung einer voll funktionierenden Gemeinde in diesem Zeitraum ausgeschlossen, trotzdem wurde das religiöse Leben weiter gepflegt. Diego d’Aguilar versammelte oft genügend türkische Juden in seinem Haus, um gemeinsam zu beten. Diego d´Aguilar war ein sephardischer Jude mit einem portugiesischen Adelstitel, der 1722 von Lissabon aus nach London zog und 1723 nach Österreich gerufen wurde, wo er ein Tabakmonopol schuf.

### Entstehung der Gemeinde und Blütezeit
Als im letzten Viertel des 18. Jahrhunderts ein starker Zuwachs zu verzeichnen war, organisierte sich in Wien eine sephardisch-türkische Gemeinde. Das älteste Dokument, welches von einem Bestand einer türkisch-jüdischen Gemeinde in Wien zeugt, ist aus dem Jahr 1778. In den Anfangsjahren diente Jakob Nachmias als Vorsteher der Gemeinde, Rabbiner wurde Aaron Abner, und Israel Moses und Abraham Russo fungierten als Vorbeter. Erste Bethäuser wurden errichtet, eines befand sich auf der Oberen Donaustraße (brannte 1824 nieder) und ein anderes auf der Taborstraße, in der Leopoldstadt. Doch die Gemeinde wuchs weiter an, 1818 gab es 57 Familien (217 Personen), 1840 waren es 569 Personen, sodass 1860 ein Grundstück in der Zirkusgasse 22 (damals noch Große Fuhrmanngasse) erworben werden musste. Dort begann man den Bau einer Synagoge, sie musste jedoch wegen Baumängel 1885 abgetragen werden.

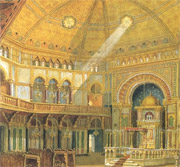
Innenansicht des Türkischen Tempels, nach Franz Reinhold

Ein neues Gebäude in maurischem Stil wurde von 1885 bis 1887 nach Plänen von Hugo von Wiedenfeld errichtet. Die feierliche Einweihung des Türkischen Tempels fand am 18. September 1887 statt.
Was die interne Organisation betrifft, so wurden sieben Vorsteher gewählt, die selbst einen Gemeindevorsteher aussuchten. Die Defizite der Ausgaben der Gemeinde wurden oft durch reiche Mitglieder oder Vorsteher gedeckt. Des Weiteren gab es Bethausaufseher und einen Religionslehrer. Im 19. Jahrhundert zog es immer mehr sephardische Einwanderer vom Balkan nach Wien, die auch als „Sefarad an der Donau“ bekannt wurde. Das Anwachsen der Gemeinde schuf die Grundlage für die Herausbildung einer eigenen sephardischen Kultur, die stark vom intellektuellen Milieu der Stadt geprägt war. So wurde Wien zum Zentrum der sephardischen Haskalah.
Obwohl Wien etwa zwei Jahrhunderte lang den sephardischen Juden zur Heimat wurde, blieben die meisten noch bis ins frühe 20. Jahrhundert loyale Untertanen des Sultans. Sie pflegten enge diplomatische Verbindungen zum osmanischen Reich.
Durch das Israelitengesetz von 1890 wurde die türkisch-jüdische Gemeinde in die Israelitische Kultusgemeinde eingegliedert. Aufgrund des Widerstandes der sephardischen Juden wurde nach jahrelangen Verhandlungen ein Abkommen geschlossen. Die türkisch-jüdische Gemeinde verlor zwar ihren Unabhängigkeitsstatus als eigene selbständige Gemeinde, blieb jedoch teilweise autonom. So durfte sie ein sephardisches Komitee in Kultusangelegenheiten und ihren eigenen Rabbiner ernennen. Die Gemeinde bekam den Namen „Verband der Türkischen Israeliten zu Wien“ zugeteilt. Mitglied war demnach jeder, der den sephardischen Ritus einhielt.

### 20. Jahrhundert

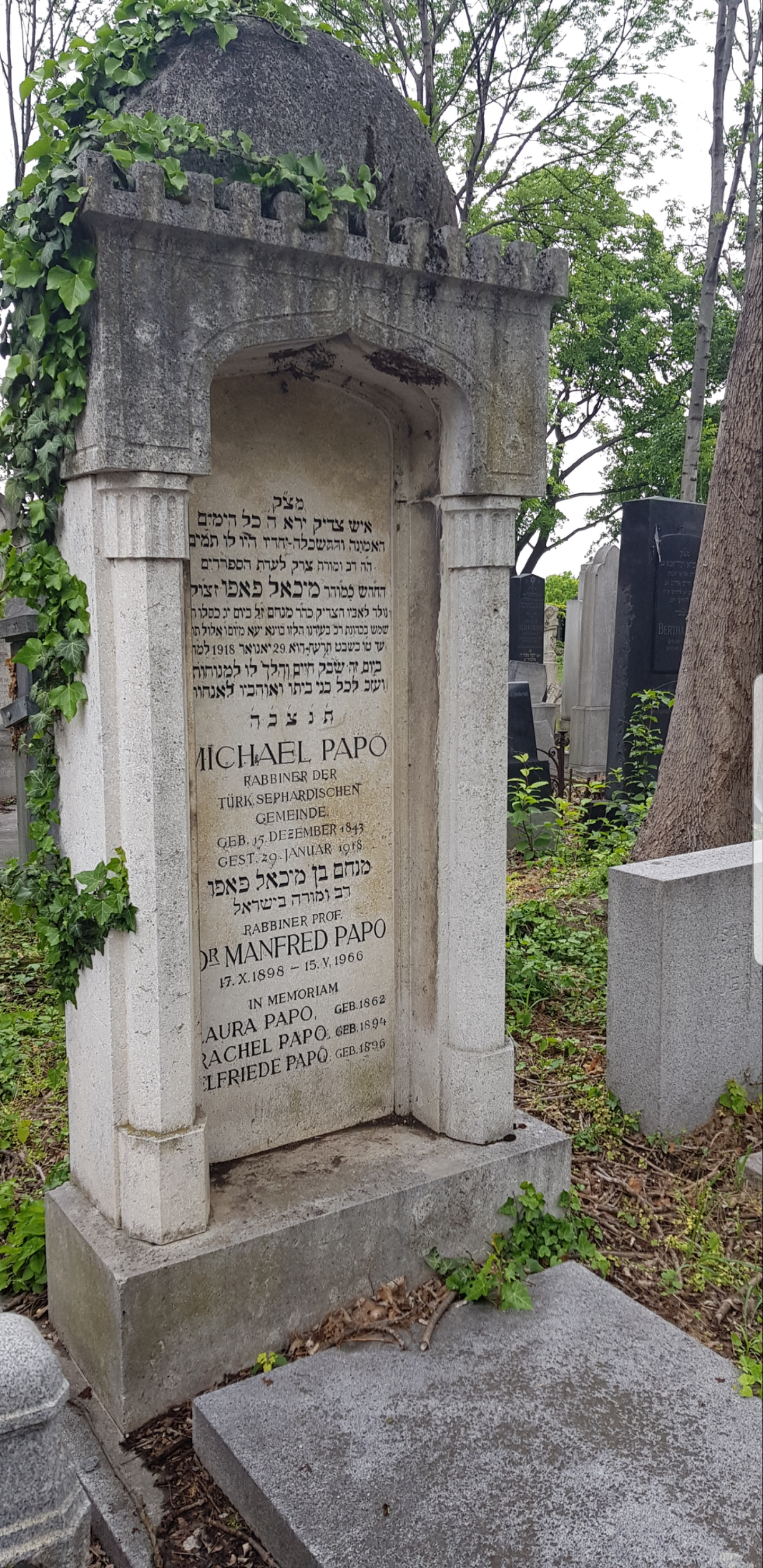
Grabstein der Rabbiner Michael und Manfred Papo auf dem Zentralfriedhof Wien.

Auch im letzten Jahrhundert blühte das Gemeindeleben weiter. So entstanden Vereine wie der Sephardisch-Israelitische in Wien. Am 27. Juni 1918 legte der Vorstand der Gemeinde die Statuten des Frauenwohltätigkeitsvereines vor. Die Genehmigung zur Gründung des Vereins folgte am 30. August 1918. Der Vereinszweck war, die in Armut lebenden Frauen, die Witwen von gestorbenen Frontsoldaten und die Erziehung der Kinder zu unterstützen. Die Vereinsadresse war Zirkusgasse 22, also im Türkischen Tempel.
Bedeutende Mitglieder waren unter anderem der aus Sarajewo kommende und bis 1918 amtierende Rabbiner Michael Papo sowie sein Sohn Manfred Papo. Neben Michael Papo war auch Rabbiner Nissim Ovadia tätig. Auf Papo folgte 1918 der Rabbiner Salomon Funk, der bis 1925 wirkte. Ab 1925 fungierte Gabriel Meir Mehrer als Rabbiner.
Der zunehmende Antisemitismus der Zwischenkriegszeit erreichte seinen Höhepunkt mit dem Anschluss Österreichs an das Deutsche Reich.

#### Nationalsozialismus
Abgesehen von den sofort in Kraft tretenden antisemitischen Rassengesetzen und den Übergriffen durch SA, SS und teils der Zivilbevölkerung selbst, waren der 9. und der 10. November ein dunkles Kapitel für die Gemeinde. Während den Novemberpogromen wurden in Wien alle Synagogen und Bethäuser, außer einer, zerstört, entweiht und in Brand gesteckt. Der Tempel teilte das gleiche Schicksal wie alle anderen Synagogen, die am Vormittag des 10. November 1938 in Brand gesteckt wurden. Später musste die Feuerwehr einschreiten, weil der Brand andere Gebäude bedrohte.
Die Gemeinde wurde formell im Jahre 1939 aufgelöst und die Mitglieder, die nicht schon ins Ausland geflohen waren, wurden in Sammelwohnungen auf engstem Raum mit anderen Juden unter menschenunwürdigen Zuständen untergebracht, bis alle deportiert wurden und in Konzentrations- oder Vernichtungslagern umkamen.

### Heute
Nach der Schoah kamen nur wenige ehemalige Gemeindemitglieder zurück. Nach 1991 kam es zu stetigen Zuzügen aus den Gebieten der ehemaligen Sowjetunion. Die oststämmigen Juden waren zum Teil Aschkenasen, zumeist aber Mizrachim (Bucharen, Bergjuden oder Georgische Juden), die den sephardischen Ritus ausüben. Die sephardische Gemeinde hat demnach fünf Synagogen und ein sephardisches Zentrum, unter dem der „Verein Bucharischer Juden“ eingegliedert ist, sowie zahlreiche Vereine, Verbände und Organisationen.

#### Bucharen
Der Oberrabbiner der Bucharen, Rabbi Israelov, meint: „Die Sephardim sind auch orientalische Juden“ und betont, dass ihre Gebetsordnung und Bräuche sephardisch sind. Die meisten Bucharen kamen Anfang der Siebzigerjahre aus Tadschikistan und Usbekistan nach Wien. Heute gibt es laut Rabbi Israelov 500 jüdisch-bucharische Familien in Wien mit rund 3000 Mitgliedern. 1992 gründeten sie das „Sefardische Zentrum“, welches heute in der Tempelgasse liegt, auf dem Grund des ehemaligen Leopoldstädter Tempels.

#### Georgische Juden
Die georgischen Juden, auch Grusiner genannt, pflegen den sephardischem Ritus. Der Oberrabbiner der georgischen Juden, Yaakov Hotoveli, beziffert die Zahl mit 150 Familien und etwa 600 Menschen.

#### Bergjuden
Diese kleine Gruppe gehört mit rund 80 Familien zur sephardischen Gemeinschaft. Unter Bergjuden versteht man kaukasischen Juden, die meist aus dem östlichen Kaukasus, also aus Aserbaidschan und Dagestan stammen. Auch diese Minderheit betreibt ein eigenes Bethaus.